# Фо, Виктор Бокари
Виктор Бокари Фо (англ. Victor Bockarie Foh; род. 12 июня 1946) — политический и государственный деятель Сьерра-Леоне, занимал должность вице-президента страны с 19 марта 2015 года по 4 апреля 2018 года. Сменил Сэмюэла Сэм-Суману на посту вице-президента, после того как тот был уволен президентом Эрнестом Баем Коромой.

## Биография
В 1969 году окончил колледж Фура-Бей, получив степень бакалавра экономики. Принадлежит к народу менде и уроженец округа Бо в южной части Сьерра-Леоне. С 1970 года Виктор Бокари Фо является членом политической партии Всенародный конгресс. Является членом Консультативного совета Всенародного конгресса, в состав которого входят самые старшие члены партии. С 1970 по 1982 год Виктор Фо занимал должность окружного офицера в округах Бонте, Койнадугу, Бо, Камбия, Кенема и Коно во время правления Сиаки Стивенса. Занимал видные правительственные посты под руководством всех трех президентов Сьерра-Леоне от партии Всенародный конгресс: Сиаки Стивенса, Джозефа Сайду Момо и Эрнеста Бая Коромы. В 1980 году Виктор Фо был удостоен Ордена Рокеля, который вручил президент Сиака Стивенс.
В 1995 году стал одним из авторов Конституции Всенародного конгресса 1995 года, и был первым помощником национального секретаря партии. Виктор Фо был кандидатом в вице-президенты от Всенародного конгресса вместе с кандидатом в президенты Эдвардом Тураем на всеобщих выборах 1996 года, на которых они получили только 5,4 % голосов. В 1996 году Виктор Фо стал членом парламента страны. С 2002 по 2012 год занимал пост генерального секретаря Всенародного конгресса. В 2012 году стал послом Сьерра-Леоне в Китае и работал до назначения на должность вице-президента в марте 2015 года. Женат на Джонте Муми Фо, у пары четверо взрослых детей.